# 포커스 (밴드)
포커스(Focus)는 네덜란드 록 밴드이다.

## 디스코그래피

### 스튜디오 음반
- Focus Plays Focus
- Focus II
- Focus 3
- Hamburger Concerto
- Mother Focus